# 1453

## Události
- 29. květen – Turci v čele se sultánem Mehmedem II. dobyli Konstantinopol, Římská říše zanikla. (Toto datum je některými historiky považováno za konec středověku.)
- 17. červenec – bitva u Castillonu, Francouzi vítězí v poslední velké bitvě stoleté války
- 23. listopad – Ladislav Pohrobek korunován českým králem
- 19. říjen – Francouzi dobyli Bordeaux, konec stoleté války
- Hagia Sofia upravena na mešitu
- světlo světa spatřila první tištěná Bible
- v celém Slezsku vypovězení a masové vraždy Židů spojené s násilným odebíráním dětí rodičům

## Narození
- 25. března – Julián Medicejský, spoluvládce Florencie († 26. dubna 1478)

- 1. září – Gonzalo Fernández de Córdoba, španělský vojevůdce a státník († 1515)
- 13. říjen – Eduard z Walesu, následník anglického trůnu († 1471)
- 17. listopadu – Alfons, kníže z Asturie († 5. července 1468)
- ? – Afonso de Albuquerque, portugalský admirál († 1515)
- ? – Čhökji Dagpa Ješe Pal Zangpo, tibetský buddhistický meditační mistr († 1524)
- ? – Gülbahar Hatun, manželka osmanského sultána Bajezida II., matka sultána Selima I. († asi 1505)
- ? – Simonetta Vespucciová, italská šlechtična z Janova († 26. dubna 1476)

## Úmrtí
- 28. února – Izabela Lotrinská, lotrinská vévodkyně (* asi 1400)

- 29. května
  - Konstantin XI. Dragases, poslední byzantský císař (* 8. února 1405)
  - Orhan Çelebi, osmanský princ (* 1412)
- červen – Giovanni Giustiniani, janovský kapitán a válečník (* ?)
- 24. prosince – John Dunstable, anglický skladatel (* kolem 1390)
- ? – Šen Cchan, čínský kaligraf a malíř (* ? 1379)
- ? – Václav Koranda starší, radikální husitský kněží (* před rokem 1400)
- ? – Taccola, italský polyhistor (* 1382)
- ? – Thongwa Döndän, karmapa buddhistické školy (* 1416)
- ? – Mikuláš Trčka z Lípy, zakladatel dynastie Trčků z Lípy (* ?)
- ? – Žuan An, architekt a eunuch vietnamského původu (* 1381)

## Hlavy států
- České království – Ladislav Pohrobek
- Svatá říše římská – Fridrich III.
- Papež – Mikuláš V.
- Anglické království – Jindřich VI.
- Francouzské království – Karel VII.
- Polské království – Kazimír IV. Jagellonský
- Uherské království – Ladislav Pohrobek
- Litevské knížectví – Kazimír IV. Jagellonský
- Říše Inků – Pachacútec Yupanqui
- Byzantská říše – Konstantin XI. Dragases Palaiologos, v témže roce nastal zánik říše
- Osmanská říše – Mehmed II.